# Séez
Per la població de l'Orne que antigament portava aquest nom, vegeu Sées.
Séez és un municipi francès situat al departament de la Savoia i a la regió d'Alvèrnia-Roine-Alps. L'any 2007 tenia 2.305 habitants. El 1154 tingué lloc el Setge de Séez durant l'Anarquia d'Anglaterra.

## Demografia

### Població
El 2007 la població de fet de Séez era de 2.305 persones. Hi havia 954 famílies de les quals 266 eren unipersonals (119 homes vivint sols i 147 dones vivint soles), 291 parelles sense fills, 332 parelles amb fills i 65 famílies monoparentals amb fills.
La població ha evolucionat segons el següent gràfic:
Habitants censats

### Habitatges
El 2007 hi havia 1.333 habitatges, 973 eren l'habitatge principal de la família, 271 eren segones residències i 88 estaven desocupats. 730 eren cases i 577 eren apartaments. Dels 973 habitatges principals, 596 estaven ocupats pels seus propietaris, 332 estaven llogats i ocupats pels llogaters i 45 estaven cedits a títol gratuït; 28 tenien una cambra, 110 en tenien dues, 238 en tenien tres, 254 en tenien quatre i 344 en tenien cinc o més. 820 habitatges disposaven pel capbaix d'una plaça de pàrquing. A 431 habitatges hi havia un automòbil i a 459 n'hi havia dos o més.

### Piràmide de població
La piràmide de població per edats i sexe el 2009 era:
| Homes | Edats   | Dones |
| ----- | ------- | ----- |
| 0     | 95 o +  | 0     |
| 0     | 90 a 94 | 8     |
| 4     | 85 a 89 | 20    |
| 20    | 80 a 84 | 4     |
| 20    | 75 a 79 | 16    |
| 24    | 70 a 74 | 56    |
| 36    | 65 a 69 | 36    |
| 28    | 60 a 64 | 20    |
| 52    | 55 a 59 | 40    |
| 60    | 50 a 54 | 40    |
| 64    | 45 a 49 | 88    |
| 80    | 40 a 44 | 80    |
| 124   | 35 a 39 | 80    |
| 92    | 30 a 34 | 116   |
| 60    | 25 a 29 | 60    |
| 36    | 20 a 24 | 36    |
| 48    | 15 a 19 | 56    |
| 72    | 10 a 14 | 64    |
| 104   | 5 a 9   | 92    |
| 84    | 0 a 4   | 68    |

## Economia
El 2007 la població en edat de treballar era de 1.541 persones, 1.189 eren actives i 352 eren inactives. De les 1.189 persones actives 1.146 estaven ocupades (631 homes i 515 dones) i 43 estaven aturades (11 homes i 32 dones). De les 352 persones inactives 124 estaven jubilades, 107 estaven estudiant i 121 estaven classificades com a «altres inactius».

### Ingressos
El 2009 a Séez hi havia 968 unitats fiscals que integraven 2.386 persones, la mediana anual d'ingressos fiscals per persona era de 19.073 €.

### Activitats econòmiques
Dels 220 establiments que hi havia el 2007, 6 eren d'empreses extractives, 4 d'empreses alimentàries, 1 d'una empresa de fabricació de material elèctric, 11 d'empreses de fabricació d'altres productes industrials, 61 d'empreses de construcció, 16 d'empreses de comerç i reparació d'automòbils, 10 d'empreses de transport, 15 d'empreses d'hostatgeria i restauració, 4 d'empreses d'informació i comunicació, 1 d'una empresa financera, 9 d'empreses immobiliàries, 19 d'empreses de serveis, 47 d'entitats de l'administració pública i 16 d'empreses classificades com a «altres activitats de serveis».
Dels 70 establiments de servei als particulars que hi havia el 2009, 1 era una oficina de correu, 5 tallers de reparació d'automòbils i de material agrícola, 1 taller d'inspecció tècnica de vehicles, 11 paletes, 9 guixaires pintors, 20 fusteries, 4 lampisteries, 7 electricistes, 5 perruqueries, 3 restaurants, 2 agències immobiliàries, 1 tintoreria i 1 saló de bellesa.
Dels 5 establiments comercials que hi havia el 2009, 3 eren fleques, 1 una botiga d'electrodomèstics i 1 una botiga de mobles.
L'any 2000 a Séez hi havia 22 explotacions agrícoles que ocupaven un total de 576 hectàrees.

## Equipaments sanitaris i escolars
El 2009 hi havia 1 farmàcia i 1 ambulància.
El 2009 hi havia 1 escola maternal i 2 escoles elementals.

## Poblacions més properes
El següent diagrama mostra les poblacions més properes.